# Chipita mexicanus
Chipita mexicanus är en skalbaggsart som beskrevs av Ohaus 1905. Chipita mexicanus ingår i släktet Chipita och familjen Rutelidae. Inga underarter finns listade i Catalogue of Life.